# نردبان‌دندانه
نردبان‌دندانه(نام علمی: Climacodon) نام یک سرده از راسته تاقچه‌ای‌قارچ‌سانان است.